# 維什尼夫卡 (扎波羅熱州)
47°17′59″N 35°20′13″E / 47.29972°N 35.33694°E
維什尼夫卡（烏克蘭語：Вишнівка）是位於烏克蘭東南部的村莊，由扎波羅熱州瓦西里夫卡區的羅茲多爾市鎮負責管轄。該村始建於1921年，面積0.49平方公里，海拔高度86米，2001年人口94，人口密度每平方公里191.8人。